# Ziziphus brunoniana
Ziziphus brunoniana är en brakvedsväxtart som beskrevs av Charles Baron Clarke och Dietrich Brandis. Ziziphus brunoniana ingår i släktet Ziziphus och familjen brakvedsväxter. Inga underarter finns listade i Catalogue of Life.